# Crypsithyris sciophracta
Crypsithyris sciophracta är en fjärilsart som beskrevs av Edward Meyrick 1927. Crypsithyris sciophracta ingår i släktet Crypsithyris och familjen äkta malar.
Artens utbredningsområde är Samoa. Inga underarter finns listade i Catalogue of Life.